# Assedio di Eshowe
L'assedio di Eshowe (conosciuto anche come Fort Ekowe o kwaMondi) è un triplice attacco prolungato dell'esercito Zulu di Cetshwayo contro le forze britanniche durante la guerra anglo-zulu e durato all'incirca tre mesi dal 22 gennaio al 3 aprile del 1879.

## Preludio

### Colonna No. 1
Alla Colonna No. 1 della forza d'invasione britannica, al comando del colonnello Charles Pearson, era stato ordinato di stabilire una base avanzata a Eshowe prima di continuare l'avanzata a Ulundi. La forza ha attraversato il fiume Tugela da Natal dentro il Regno Zulu il 12 gennaio 1879. L'avanzata è stata incontrastata fino al 22 gennaio, quando una forza zulu ha tentato di sbarrargli la strada. Gli inglesi erano accampati a circa 4 miglia (6,4 km) a sud del fiume Inyezane, che avevano attraversato il giorno precedente, sotto un crinale con tre speroni che scende verso il fiume e circondato dalla macchia. Un poggio prominente si trovava a circa metà strada e c'era un piccolo kraal vicino alla sinistra della cresta. 

### Inyezane
Poco dopo le 8:00 un piccolo numero di zulu apparve vicino alla collinetta sulla cresta e una compagnia del Natal Native Contingent (NNC), al comando del tenente Hart, fu inviata sullo sperone dopo di loro. Mentre questa compagnia gli dava la caccia, una massa di zulu apparve sulla cresta del crinale e iniziò a riversarsi verso il basso. Questi uomini erano il "corno" sinistro di una forza di 6 000 uomini, inviata contemporaneamente all'esercito che ingaggiava gli inglesi a Isandlwana, che si stavano preparando appena oltre la cresta, per attaccare il campo britannico. Questo corno sinistro era stato spinto in un attacco prematuro dall'avanzata della compagnia del tenente Hart e di fronte a questa avanzata l'NNC è fuggito, lasciando i loro ufficiali europei e sottufficiali a prendere una posizione infruttuosa prima di essere spazzato via. Non appena Hart e i suoi uomini iniziarono a sparare, il campo si preparò alla difesa, formando una frettolosa linea di tiro. Una compagnia navale e due compagnie di Buff con una mitragliatrice Gatling e diversi cannoni da 7 libbre si mossero verso la collinetta, aprendosi attraverso la colonna zulu che avanzava. Quando gli zulu emersero dalla macchia e iniziarono il loro assalto al campo, furono soggetti a un fuoco massiccio dal fianco e dal fronte; gli zulu vacillarono e poi si ritirarono per la strada da cui erano venuti. 
Mentre il corno sinistro veniva respinto, il resto degli impi apparvero oltre la cresta. Il kraal fu preso e cambiando i cannoni su di esso, la forza britannica che aveva attaccato il fianco del corno sinistro avanzò su per il pendio e catturò completamente il kraal. Questa posizione permise agli inglesi di spostare il cannone Gatling sulla cresta dove il suo fuoco rapido spinse presto gli zulu fuori dal centro e dall'estremità sinistra della cresta, mentre le truppe a cavallo britanniche salivano sullo sperone destro per completare l'azione. Il contrattacco ha provocato 10 britannici uccisi e 16 feriti. Gli zulu si ritirarono con 350 morti.

## Eshowe
Pearson continuò la sua marcia senza ostacoli e il giorno seguente raggiunse il forte della missione vicino a Eshowe a 610 m sul livello del mare. Eshowe consisteva in una chiesa deserta, una scuola e la casa di un missionario norvegese. Basse colline lo circondavano a circa un quarto di miglio di distanza a nord, est e ovest, ma a sud si poteva vedere l'Oceano Indiano. Pearson ha inviato un gruppo di carri vuoti con scorta per raccogliere rifornimenti freschi dalla Lower Drift, mentre il resto della sua forza ha iniziato a scavare. Il giorno successivo, 24 gennaio, ha portato un messaggio inquietante per Pearson con la Colonna No. 2 del colonnello Anthony Durnford era stato spazzato via nel Middle Drift, lasciando il Lower Drift dietro Eshowe in grave pericolo. Se gli zulu avessero preso la direzione più bassa, Eshowe sarebbe stata tagliata fuori e non ci sarebbe stato nulla tra l'armata Zulu e Natal. 
Due giorni dopo, Lord Chelmsford contattò Pearson. Senza fornire alcun dettaglio del disastro nella battaglia di Isandlwana, lo informò che tutti gli ordini erano stati annullati e che avrebbe dovuto intraprendere le azioni che riteneva opportuno per preservare la sua colonna, incluso il ritiro da Eshowe se necessario. Se si fosse ritirato, avrebbe tenuto la testa di ponte alla Lower Drift, ma avrebbe potuto essere attaccato dall'intero esercito zulu. Pearson non aveva informazioni precise su dove si trovassero gli zulu e sebbene le sue difese intorno alla missione sarebbero state presto completate, non era una posizione ideale da difendere. La sua forza aveva un sacco di munizioni ma altri rifornimenti erano insufficienti e il consenso dei suoi subordinati era di ritirarsi nella Lower Drift. La decisione di rimanere è stata presa quando è arrivata la notizia della restituzione dei carri di rifornimento, con altre cinque compagnie come rinforzo dalla Lower Drift.

## L'assedio
Il forte che racchiudeva la missione era approssimativamente rettangolare (183 m x 46 m), con pareti con feritoie alte 1,8 m, ed era circondato da un ampio fossato in cui erano incorporati pali affilati. Una seconda linea di difesa, in caso di caduta del bastione perimetrale, era costituita dal deposito dei carri all'interno delle mura. Fu costruito un kraal per cavalli e bovini, così come un'abbattuta; un campo di fuoco è stato sgomberato a 730 m. La guarnigione contava 1 300 soldati e marinai, più 400 carretti. 
L'apparizione di grandi corpi di zulu sulle colline circostanti il 2 febbraio, sebbene si ritirassero sotto i bombardamenti dei 7 libbre, costrinse Pearson a richiedere i rinforzi. Una settimana dopo, apprese per la prima volta l'intera portata della sconfitta della colonna centrale a Isandlwana e gli fu detto che non potevano esserci rinforzi. Pearson ha preso in considerazione l'idea di ritirare parte della sua guarnigione, se Chelmsford avesse accettato ma non ricevette risposta oltre ad altri aiuti, è diventato chiaro che Eshowe era stata tagliata fuori. La guarnigione avrebbe esaurito le provviste entro l'inizio di aprile.
Febbraio è passato senza alcun attacco zulu, a parte attacchi di cecchini e scaramucce tra le pattuglie. L'inizio di marzo ha portato Pearson ad attaccare un kraal a 7 miglia di distanza, per impedire ai soldati di rimanere al minimo. Il giorno successivo è stato individuato un eliografo che segnalava da Fort Tenedos e un apparato improvvisato ha permesso a Eshowe di rispondere. La guarnigione apprese che una forza di soccorso sarebbe partita dalla Lower Drift il 13 marzo e che avrebbero dovuto avanzare verso il Nyezane per incontrarla. Questa è stata una notizia incoraggiante per la guarnigione, con le razioni in esaurimento e la malattia che ha ucciso 20 uomini. Pochi giorni dopo un altro messaggio annunciava un ritardo nell'arrivo della colonna di soccorso fino al 1 aprile.

## Conseguenze
Lord Chelmsford guidò la colonna di soccorso, composta da 3 390 europei e 2 280 africani a Eshowe. L'artiglieria con la colonna era composta da due cannoni da 9 libbre, quattro tubi per razzo Congreve da 24 libbre e due cannoni Gatling. Il processo è stato lento, poiché oltre a prendere un percorso circolare per evitare imboscate, i fiumi che hanno dovuto attraversare sono stati ingrossati da forti piogge. Entro la sera del 1 aprile, gli osservatori di Pearson a Eshowe hanno potuto vedere la colonna di soccorso in bilico sulla riva sud del Nyezane. Il laager era situato su una cresta di 300 piedi che correva all'incirca da ovest a est. A ovest della cresta, il terreno si è abbassato, solo per risalire fino alla collina di Umisi di 470 piedi. Il terreno era inclinato in tutte le direzioni, consentendo un buon campo di fuoco. Una trincea circondava un muro di terra alto fino alla cintola, che racchiudeva 120 carri formando un quadrato con lati di 130 iarde di lunghezza. Qui la colonna di soccorso combatté la battaglia di Gingindlovu, una vittoria britannica, prima di proseguire per Eshowe. 
Il 3 aprile, la colonna di soccorso entrò a Eshowe, guidata dai suonatori di cornamusa del 91° Highlanders. L'assedio di due mesi era stato revocato. Chelmsford concluse che Eshowe non aveva bisogno di essere mantenuta e le difese laboriosamente costruite furono demolite. Bivaccando la prima notte dopo la loro partenza da essa il 6 aprile, gli uomini di Pearson potevano vedere che gli zulu avevano dato fuoco ad Eshowe.